# Fernando Poe Jr.
Ronald Allan Poe y Kelley (Manila, 20 de agosto de 1939 - Ciudad Quezón, 14 de diciembre de 2004), más conocido como Fernando Poe, Jr. y coloquialmente conocido como FPJ y Da King, fue un actor y un icono cultural filipino.  Fue honorificado el 24 de mayo de 2006 como el Artista Nacional de Filipinas a través de la Proclamación N º 1065. Desde la década de 1950, Poe ha desempeñado varias películas como héroe, por las cuales se ganó el respeto y admiración del público. Él no terminó la escuela secundaria, pero pasó a ganar numerosos premios como mejor actor y director de cine reconocido. Durante la última parte de su carrera, dirigió un fallido intento de la Presidenta de Filipinas en el 2004, elecciones presidenciales contra la primera mandataria de la nación, Gloria Macapagal Arroyo.

## Vida personal
Poe se casó con la actriz Susan Roces, Jesusa Sonora en la vida real, en diciembre de 1968. Se trataba de una boda civil, pero más tarde se casaron en una iglesia y entre sus principales patrocinadores fueron desde entonces el expresidente Ferdinand Marcos y la primera dama Imelda Marcos. María Gracía era su única hija adoptiva. Aunque una famosa figura pública, Poe ha sido muy reservado sobre su vida personal. Sin embargo, en febrero de 2004, durante la campaña presidencial, admitió haber tenido otros hijos no deseados fuera de su matrimonio llamados Ronian, o Ronald Allan, Poe era hijo de la ex-actriz por Anna Marín y la cantante Lovi Poe, hija de una ex-actriz, Rowena Moran.

## Muerte
Poe fue internado en el hospital de Saint Luke's Medical Center en Ciudad Quezón, en la tarde del 11 de diciembre de 2004 después de quejarse de un vértigo en un encuentro en la premisa de un estudio de producción. Él sufrió un derrame cerebral y cayó en coma mientras se encontraba en un tratamiento para evitar el coágulo cerebral. Los médicos describieron su condición cerebral como la trombosis que con un fallo múltiple en los órganos. Falleció a la edad de 65 años en 14 de diciembre a las 12:01 a. m., sin recuperar la conciencia. Dejó a su esposa la actriz Susan Roces y su hija, María Gracía, junto con sus otros hijos, Ronian y su hija, la cantante Lovi Poe. A los 9 días tras la asistencia de cientos de miles de personas, los organizadores especularon un gasto superior a los dos millones de euros. El cortejo fúnebre reunió a decenas de miles que llenaron las calles de Ciudad Quezón, un evento que se recuerdó el entierro de las procesiones de Ninoy Aquino en 1983 y matinée ídolo Julie Vega en 1985. Fue enterrado en la parcela junto a su familia, como a lado de la tumba de su padre y su  madre en el Cementerio del Norte, de Manila.